# DeSoto (Teksas)
DeSoto je grad u američkoj saveznoj državi Teksas. Prema popisu stanovništva iz 2010. u njemu je živjelo 49.047 stanovnika.